# Panoramaflat
De Panoramaflat is een flatgebouw aan de Laan van Meerdervoort in Den Haag, op de hoek van de Conradkade. De flat heeft een hoogte van ca. 50 meter.
Het staat aan het Afvoerkanaal, tegenover een ander markant gebouw, het Cornerhouse, dat sinds 1930 het hoogste bouwwerk uit de buurt was totdat de Panoramaflat werd gebouwd. Op de begane grond is een filiaal van Albert Heijn, daarboven is een kantooretage en daarboven zijn twaalf woonlagen met ieder drie koopappartementen.
Het gebouw werd eind jaren 50 ontworpen door architect Piet Zanstra (1905-2003). Het behoort tot de naoorlogse functionalistische architectuur.

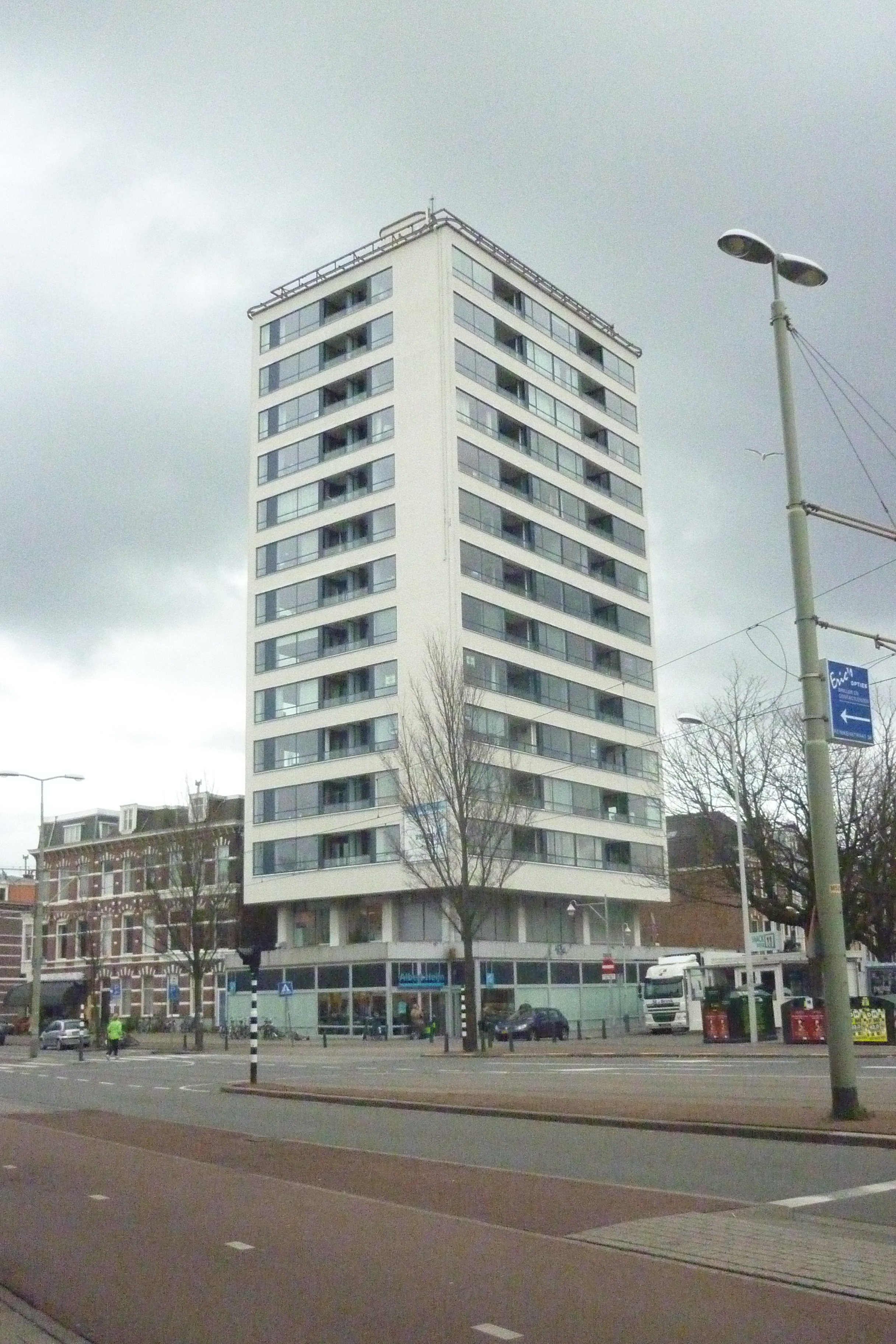
Het gebouw in 2011.